# Pastor branco
O pastor branco (em inglês: White shepherd) (em francês: Berger blanc américain), também conhecido como pastor canadense ou pastor-branco-americano, é uma raça de cães desenvolvida no Canadá e Estados Unidos. A raça é reconhecida pelo UKC desde 14 de Abril de 1999 nos EUA.

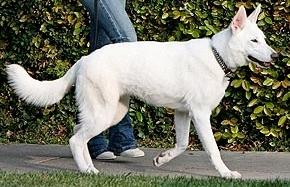
Pastor branco americano/canadense

## História
Assim como o Pastor-branco-suíço, o Pastor-branco-americano surgiu à partir de raros pastores alemães de cor branca que foram reunidos por entusiastas atraídos pela sua bela cor. Apesar do branco ser uma coloração fora de padrão na raça Pastor-alemão, alguns exemplares brancos começaram a surgir por volta da década de 1930. Muitos criadores rejeitavam completamente os exemplares brancos, porém alguns entusiastas da Suíça e de outros países, assim como o Canadá e EUA no final dos anos 1960, reuniram e preservaram estes cães e fundaram clubes próprios para registrá-los. Nos anos 1990, um grupo de criadores americanos do AWSA (American White Shepherd Association) solicitaram reconhecimento da raça ao United Kennel Club (UKC). O pastor-branco-americano foi reconhecido oficialmente pelo UKC em 1999.